# Queletov lupljivec
Queletov lupljivec (znanstveno ime Suillellus queletii) je gliva iz rodu lupljivcev (Suillellus). Nekoč je bil znan pod imenom Queletov Goban.

## Značilnosti
Queletov lupljivec spada med gobane z rdečo trosovnico. Njegov klobuk ima premer med 8–18 cm in je v mladosti poloblast. Kmalu se razpre in je rahlo vzbočen in žametast. Ta goban je različno obarvan, saj je barvni razpon klobuka te vrste gob od okraste, oranžne do olivno rjavih barv.
Trosovnica je debela, sestavljena iz dolgih rumeno zelenih cevk, ki pod pritiskom in na prerezanih mestih pomodrijo. Drobne luknjice so oranžne, zlato rumene ali rdečih barv, proti robu svetlejše.
Bet je visok od 5 - 15 cm in ima premer od 2 – 4 cm. Je poln, nekoliko zadebeljen proti dnišču, nato enakomeren. Na zgornji strani je bet svetlejše rumene barve, proti dnišču postaja vinsko rdeč, z zelenkastimi odtenki. Na njem ni nikoli mrežastega vzorca in je vedno gladek.
Meso te gobe je čvrsto, rumeno, v dnišču temno do vinsko rdeče, na prerezanih mestih pomodri. Okus in vonj sta rahlo kiselkasta, na jeziku pa nekoliko zagreni. Stari primerki imajo meso skoraj povsem bele barve.

## Razširjenost in življenjski prostor
Queletov lupljivec raste pod listavci, predvsem hrasti s katerimi tvori ektomikorizo. Najdemo ga v toplih krajih na apnenčastih tleh, predvsem v nižinskih gozdovih od poletja do pozne jeseni.

## Mikroskopske značilnosti
Trosni prah je olivno rjave barve. Trosi so vretenaste oblike in merijo 10–16 x 5–7 μm.

## Podobne vrste
- svinjski lupljivec (Suillellus luridus) ima na betu izrazito mrežico
- prašičji novogoban (Neoboletus luridiformis) ima ne betu rdeče kosmiče

## Uporabnost
Ta vrsta je pogojno užitna saj surova povzroča zastrupitev prebavil in krvi. Prekuhan je užiten v majhnih količinah.

## Galerija slik
- različica z oranžnim klobukom
- trosovnica in bet
- prerez
- trosi